# Kennedy Chandler
Kennedy Collier Chandler  (ur. 16 września 2002 w Memphis) – amerykański koszykarz, występujący na pozycji rozgrywającego.
Wybrano go dwukrotnie (2019, 2020) najlepszym koszykarzem szkół średnich stanu Tennessee (Tennessee Mr. Basketball). W 2021 został powołany do występu w meczach gwiazd szkół średnich – McDonald’s All-American, Jordan Brand Classic, Nike Hoop Summit. Został też wybrany najlepszym zawodnikiem stanu Kansas (MaxPreps Kansas Player of the Year, Kansas Gatorade Player of the Year). 

## Osiągnięcia
Stan na 16 października 2023, na podstawie, o ile nie zaznaczono inaczej.

### NCAA
- Uczestnik II rundy turnieju NCAA (2022)
- Mistrz turnieju konferencji Southeastern (SEC – 2022)
- MVP turnieju SEC (2022)[4]
- Zaliczony do:
  - I składu:
    - najlepszych pierwszorocznych zawodników:
      - NCAA – Freshman All-America Team (2022 przez CollegeInsider.com)
      - SEC (2022)

    - turnieju SEC (2022)
    - dystryktu – All-District IV Team (2022 przez USBWA)

  - II składu SEC (2022)
- Najlepszy pierwszoroczny zawodnik kolejki SEC (15.11.2021, 28.02.2022)

### Reprezentacja
- Mistrz świata U–19 (2021)